# Usumatlán
Usumatlán – niewielka miejscowość na południowym wschodzie Gwatemali, w departamencie Zacapa. Według danych szacunkowych z 2012 roku liczba mieszkańców wynosiła 8804 osoby. Miasto leży około 45 km na zachód od stolicy departamentu miasta Zacapa, nad rzeką Motagua. Usumatlán leży na wysokości 230 m n.p.m., w górach Sierra de las Minas.

## Gmina Usumatlán
Miejscowość jest także siedzibą władz gminy o tej samej nazwie, która jest jedną z dziesięciu gmin w departamencie. W 2012 roku gmina liczyła 11 045 mieszkańców, a w jej skład oprócz miejscowości Usumatlán wchodziło 15 wsi i osad. Gmina jak na warunki Gwatemali jest niewielka, a jej powierzchnia obejmuje 115 km².
Mieszkańcy, według danych z 2006 roku, utrzymują się głównie uprawy roli (42%), usług (15%), handlu (12%) i innych. W rolnictwie oprócz uprawianych w całej Gwatemali kukurydzy, fasoli i pomidorów to największy wolumen produkcji stanowi uprawa tytoniu, kawy, melonów i papai.
Klimat gminy jest równikowy, ciepły i stosunkowo suchy. Według klasyfikacji Köppena należy do klimatów tropikalnych monsunowych (Am), z wyraźną porą deszczową występującą od maja do września. Średnioroczna suma opadów wynosi w tym okresie 640mm przez 98 dni deszczowych. Temperatura powietrza zawiera się w przedziale pomiędzy 20,0 a 34,0 °C i wynosi średnio oscyluje pomiędzy 27 a 28 °C. Najniższa zanotowana temperatura to 7 °C a najwyższa 45 °C.